# Plexaurella crassa
Plexaurella crassa is een zachte koraalsoort uit de familie Plexauridae. De wetenschappelijke naam van de soort werd 1756 als Gorgonia crassa gepubliceerd door John Ellis en Daniel Solander. De status van de naam is: taxon inquirendum, hetgeen wil zeggen dat onduidelijk is welke soort met deze naam wordt bedoeld.